# Ativo digital
Ativo digital é qualquer item de texto ou arquivo de mídia enriquecido (rich media) que foi formatado dentro de um código binário que leva embutido seu direito de uso. Um arquivo digital sem o direito autoral não é um ativo digital. Os ativos digitais são categorizados em 3 grandes grupos que podem ser: conteúdo textual (ativos digitais), imagens estáticas (ativos de mídia) e multimídia (ativos de mídia)